# Renée Colliard
Renée Colliard, född 24 december 1933 i Genève, död 15 december 2023, var en schweizisk före detta alpin skidåkare.
Colliard blev olympisk mästare i slalom vid vinterspelen 1956 i Cortina d'Ampezzo.